# Sadove, Bilozerka
Sadove (în ucraineană Садове) este o comună în raionul Bilozerka, regiunea Herson, Ucraina, formată numai din satul de reședință.

## Demografie
Componența lingvistică a comunei Sadove
     Ucraineană (89%)
     Rusă (10,28%)
     Alte limbi (0,44%)
Conform recensământului din 2001, majoritatea populației comunei Sadove era vorbitoare de ucraineană (89%), existând în minoritate și vorbitori de rusă (10,28%).